# سلومينيس
سلومينيس، (بالإنجليزية: Soleminis)‏، (سردينيا: Solèminis) هي بلدية في مقاطعة جنوب سردينيا، في منطقة سردينيا الإيطالية، وتقع على بعد حوالي 15 كم (9 ميل) شمال شرق كالياري. في 31 ديسمبر 2004، كان عدد سكانها 698 1 وتبلغ مساحتها 13.0 كيلومتر مربع (5.0 ميل مربع). 

## السكان
في سنة 1861 بلغ عدد السكان 465 نسمة، وتطور العدد ليصل في سنة 2011 لـ 1٬858 نسمة.
يظهر هذا المخطط البياني تطور النمو السكاني لـ سلومينيس